# The Barkleys
Os Caretas (The Barkleys, no original em inglês) é um desenho de animação, criado pelos estúdios DePatie-Freleng Enterprises. Estreou nos EUA em 9 de setembro de 1972.
Conta a história de uma família de cachorros na década de 1970, retratados como se fossem seres humanos normais. O grande enfoque da série é a caretice do pai em aceitar a modernidade dos filhos.

## Lista de episódios
nomes originais (em inglês)
1. Match Breaker
2. Finders Weepers
3. Lib And Let Lib
4. Half-Pint Hero
5. No Place For A Lady
6. For The Love Of Money
7. Keeping Up with The Beagles
8. Play No Favorites
9. Law And Missorder
10. The Great Disc Jockey
11. Barkley Beware
12. Arnie Come Clean
13. The Talent Agency Caper

## Ficha técnica
- Distribuição: United Artists
- Produção: David H. DePatie, Friz Freleng, Joe Ruby e Ken Spears
- Animação: Don Williams, Ken Muse, Warren Batchelder, John Gibbs, Bob Matz, Reuben Timmins, Manny Gould, Norm McCabe, Jim Davis, Bob Richardson, Bob Bransford, Bob Bemiller, David Detiege
- Roteiristas: Larry Rhine, Woody Kling, Dennis Marks, David Evans
- Data de estréia: 9 de Setembro de 1972
- Colorido

## Dubladores

### No Brasil[2]
- Arnie Barkley: Orlando Drummond
- Agnes Barkley: Glória Ladany
- Terry: Sônia Ferreira
- Roger: Orlando Prado
- Chester: Ruth Schelske